# كاثي هينكل
كاثي هينكل (بالإنجليزية: Cathy Henkel)‏ هي مخرجة جنوب أفريقية، ولدت في القرن العشرين.